# Olympische Winterspiele 2002/Skeleton
Bei den XIX. Olympischen Winterspielen 2002 in Salt Lake City fanden zwei Wettbewerbe im Skeleton statt (erstmals wieder seit 1948). Austragungsort war der Utah Olympic Park Track.

## Bilanz

### Medaillenspiegel
| Platz | Land               | Gold | Silber | Bronze | Gesamt |
| ----- | ------------------ | ---- | ------ | ------ | ------ |
| 1     | Vereinigte Staaten | 2    | 1      | –      | 3      |
| 2     | Österreich         | –    | 1      | –      | 1      |
| 3     | Großbritannien     | –    | –      | 1      | 1      |
| 3     | Schweiz            | –    | –      | 1      | 1      |

### Medaillengewinner
| Konkurrenz | Gold         | Silber          | Bronze            |
| ---------- | ------------ | --------------- | ----------------- |
| Männer     | Jim Shea     | Martin Rettl    | Gregor Stähli     |
| Frauen     | Tristan Gale | Lea Ann Parsley | Alexandra Coomber |

## Ergebnisse
(alle Laufzeiten in Sekunden, Gesamtzeiten in Minuten)

### Männer
| Platz | Land | Sportler                | 1. Lauf | 2. Lauf | Gesamt  |
| ----- | ---- | ----------------------- | ------- | ------- | ------- |
| 1     | USA  | Jim Shea                | 50,89   | 51,07   | 1:41,96 |
| 2     | AUT  | Martin Rettl            | 51,02   | 50,99   | 1:42,01 |
| 3     | SUI  | Gregor Stähli           | 51,16   | 50,99   | 1:42,15 |
| 4     | IRL  | Clifton Wrottesley      | 51,07   | 51,50   | 1:42,57 |
| 5     | USA  | Lincoln DeWitt          | 51,63   | 51,20   | 1:42,83 |
| 6     | CAN  | Jeff Pain               | 51,51   | 51,41   | 1:42,92 |
| 7     | USA  | Chris Soule             | 51,89   | 51,09   | 1:42,98 |
| 8     | JPN  | Kazuhiro Koshi          | 51,50   | 51,52   | 1:43,02 |
| 9     | GER  | Willi Schneider         | 51,67   | 51,47   | 1:43,14 |
| 10    | CAN  | Duff Gibson             | 51,40   | 51,76   | 1:43,16 |
| 11    | GER  | Frank Kleber            | 51,58   | 51,76   | 1:43,34 |
| 12    | AUT  | Christian Auer          | 51,81   | 51,56   | 1:43,37 |
| 13    | GBR  | Kristan Bromley         | 52,17   | 51,26   | 1:43,43 |
| 14    | NOR  | Snorre Pedersen         | 52,07   | 51,70   | 1:43,77 |
| 15    | CAN  | Pascal Richard          | 51,98   | 51,86   | 1:43,84 |
| 16    | SUI  | Felix Poletti           | 51,76   | 52,11   | 1:43,87 |
| 17    | FRA  | Philippe Cavoret        | 51,92   | 51,96   | 1:43,88 |
| 18    | JPN  | Masaru Inada            | 52,05   | 51,93   | 1:43,98 |
| 19    | ITA  | Christian Steger        | 52,25   | 52,15   | 1:44,40 |
| 20    | KOR  | Kang Kwang-bae          | 52,11   | 52,40   | 1:44,51 |
| 21    | LAT  | Tomass Dukurs           | 52,29   | 52,38   | 1:44,67 |
| 22    | RUS  | Konstantin Aladaschwili | 52,92   | 52,67   | 1:45,59 |
| 23    | GRE  | Michael Voudouris       | 54,11   | 54,33   | 1:48,44 |
| 24    | CZE  | Josef Chuchla           | 54,02   | 54,64   | 1:48,66 |
| 25    | MEX  | Luis Carrasco           | 54,32   | 54,66   | 1:48,98 |
| 26    | ARG  | Germán Glessner         | 55,40   | 57,25   | 1:52,65 |

Datum: 20. Februar 2002, 09:00 Uhr (1. Lauf), 10:20 Uhr (2. Lauf)
26 Teilnehmer aus 19 Ländern, alle in der Wertung.
Jim Shea wurde der erste Olympiasieger der Sportart seit 1948. Die Grundlage für den Sieg legte er im ersten von zwei Durchgängen. Im zweiten Durchgang lagen die beiden anderen Medaillengewinner, Martin Rettl und Gregor Stähli, zeitgleich vor Shea.

### Frauen
| Platz | Land | Sportlerin          | 1. Lauf | 2. Lauf | Gesamt  |
| ----- | ---- | ------------------- | ------- | ------- | ------- |
| 1     | USA  | Tristan Gale        | 52,26   | 52,85   | 1:45,11 |
| 2     | USA  | Lea Ann Parsley     | 52,27   | 52,94   | 1:45,21 |
| 3     | GBR  | Alexandra Coomber   | 52,48   | 52,89   | 1:45,37 |
| 4     | GER  | Diana Sartor        | 52,55   | 52,98   | 1:45,53 |
| 5     | SUI  | Maya Pedersen-Bieri | 52,92   | 52,63   | 1:45,55 |
| 6     | CAN  | Lindsay Alcock      | 52,62   | 53,07   | 1:45,69 |
| 7     | RUS  | Jekaterina Mironowa | 52,97   | 52,98   | 1:45,95 |
| 7     | GER  | Steffi Hanzlik      | 52,82   | 53,13   | 1:45,95 |
| 9     | ITA  | Dany Locati         | 53,19   | 53,46   | 1:46,65 |
| 10    | CAN  | Michelle Kelly      | 53,76   | 53,56   | 1:47,32 |
| 11    | NZL  | Liz Couch           | 53,62   | 54,18   | 1:47,80 |
| 12    | JPN  | Eiko Nakayama       | 54,00   | 54,72   | 1:47,72 |
| 13    | GRE  | Cindy Ninos         | 54,54   | 54,74   | 1:49,28 |

Datum: 20. Februar 2002, 09:50 Uhr (1. Lauf), 11:05 Uhr (2. Lauf)
13 Teilnehmerinnen aus 10 Ländern, alle in der Wertung.
Tristan Gale wurde die erste Olympiasiegerin in der Sportart Skeleton überhaupt. Nach dem ersten Lauf, in dem sie die Laufbestzeit gefahren war, führte sie nur eine Hundertstelsekunde vor Lea Ann Parsley. Auch im zweiten Durchgang fuhr Gale Laufbestzeit.